# Memories (今井美樹の曲)
「memories」（メモリーズ）は、今井美樹の29枚目のシングル。2011年2月9日発売。発売元はEMIミュージック・ジャパン。

## 解説
歌手デビュー25周年記念プロジェクト第1弾。布袋寅泰作詞・作曲のシングル表題曲は2003年「ホントの気持ち」以来、約8年ぶり。
歌手デビュー25周年、結婚10周年（実際は前年の2010年）を記念し是非歌ってほしい曲があると布袋から申し出があった。
思い出を振り返りつつ、明日への門出をイメージした歌となっている。
カップリング曲「ラストダンスは私に」は1961年の越路吹雪の発売曲を、大橋トリオによる編曲および全楽器演奏で再カバーした。

## 収録曲
1. memories
作詞・作曲・編曲　布袋寅泰
2. ラストダンスは私に with 大橋トリオ
日本語詞　岩谷時子／作曲　Doc Pomus & Morn Schuman／編曲　大橋トリオ
3. memories (Instrumental)
4. ラストダンスは私に (Instrumental)